# Kurfurste

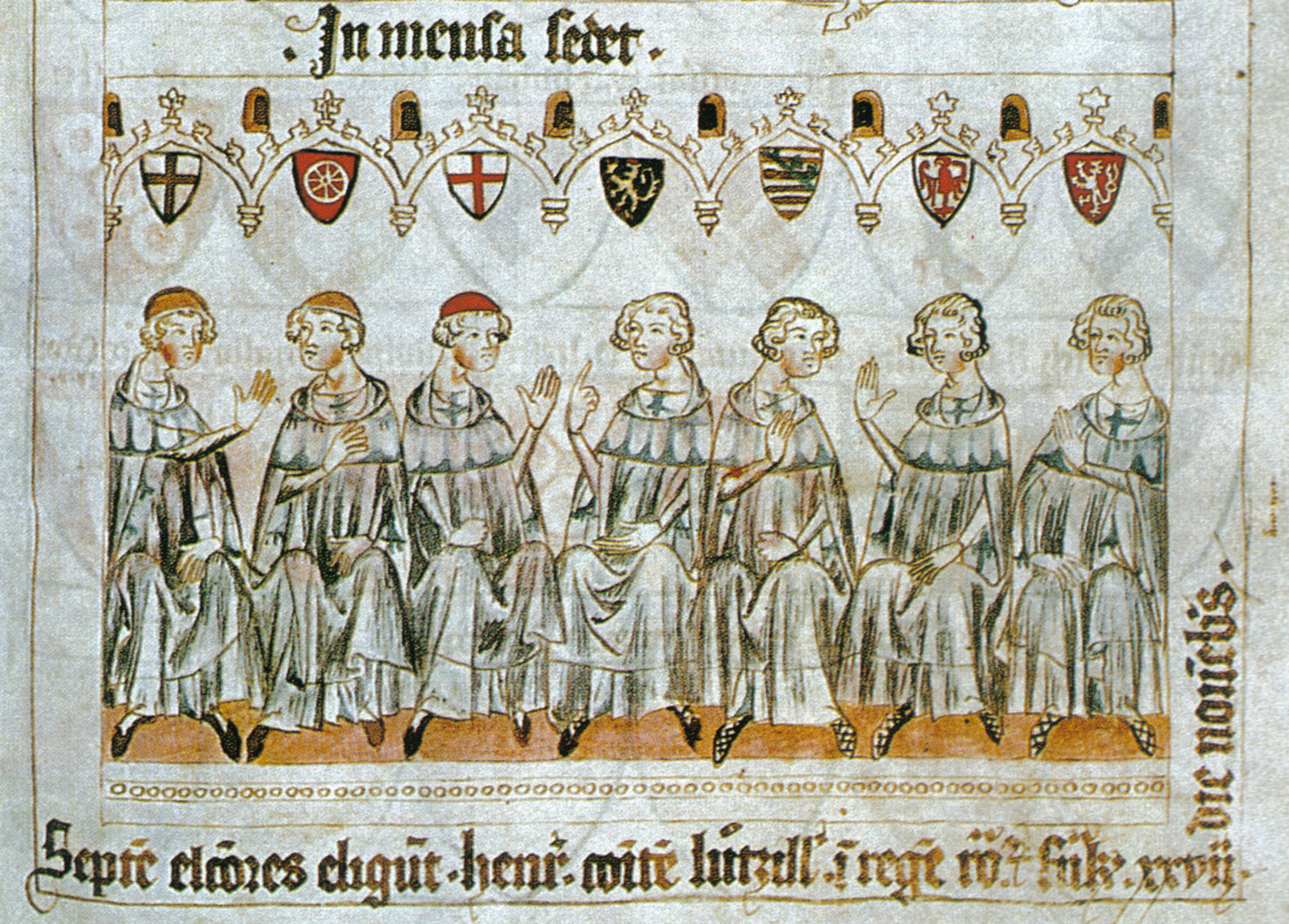
De sju ursprungliga kurfurstarna väljer Henrik VII till romersk kung. Kurfurstarnas vapen visas ovanför dem.

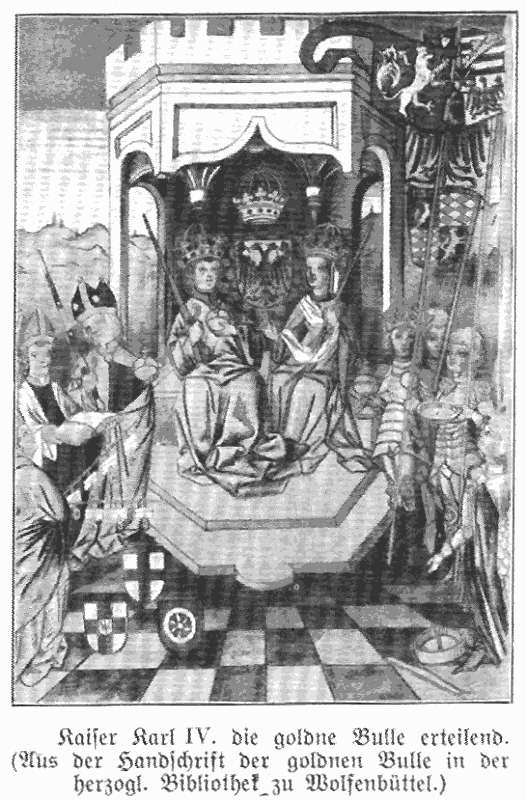
Kejsaren Karl IV förkunnar den gyllene bullan, som fastlade valbestämmelserna för kurfurstekollegiet.

Kurfurste (tyska: Kurfürst; latin: Princeps Elector), titel för de furstar i tysk-romerska riket som från 1200-talet hade rösträtt vid val av romarnas kung och från 1500-talet vid direktval till tysk-romersk kejsare. Kurfurstvärdigheten var den förnämsta i hela riket näst efter kejsaren eller kungen själv.

## Etymologi
Ordet kurfurste kommer av medelhögtyskans kur (val, kora) och fürste (furste).

## Historia

### Bakgrund
Tysk-romerska riket var formellt en valmonarki där efterträdaren till den sittande regenten valdes av högadeln och det högsta prästerskapet. Cirka år 1200 förvärvade sju riksfurstar (det vill säga vasaller som fått sina län direkt av kejsaren) rätten att vid val av romersk kung avge de första rösterna. Under 1200-talet utvecklades denna rätt till en exklusiv rätt att företa kungaval, en rätt som tycks ha varit fullt genomförd vid valet av Rudolf av Habsburg år 1273. För att få bestiga tronen som fullvärdig kejsare krävdes dock att den valda romerska kungen kröntes av påven. Karl I av Spanien var den sista att låta sig krönas 1530, hans efterträdare antog titeln kejsare direkt efter att ha valts.
Kurfurstarnas inflytande på riksangelägenheterna upphörde inte med kungavalet. De fick dessutom privilegiet att göra härskarens viktigare regeringshandlingar beroende av sitt samtycke. Genom egna bifallsurkunder, så kallade Willebriefe, hade kurfurstarna rätt att sanktionera sådana regeringshandlingar, framför allt dem som rörde föryttrandet av rättigheter och riksdomäner. Denna rättighet stadfästes även uttryckligen år 1281 av kung Rudolf.
Kurfurstetiteln var den mest prestigefyllda  titel som kunde ges en vasall i tysk-romerska riket och den medförde särskilda privilegier förutom rösträtten (bland annat utgjorde kurfurstarna ett eget riksstånd) och hölls vid sidan av kurfurstarnas feodala härskartitlar. De sju första kurfurstarna var tre andliga och fyra världsliga:
- Ärkebiskopen av Mainz
- Ärkebiskopen av Trier
- Ärkebiskopen av Köln
- Pfalzgreven vid Rhen
- Hertigen av Sachsen-Wittenberg, från 1356 Kurfursten av Sachsen
- Markgreven av Brandenburg
- Kungen av Böhmen

Från 1375 fick kurfurstarna rätt att titulera sig Durchlaucht. Eftersom kungen av Böhmen var en utländsk regent och inte tysk riksfurste fick han delta i val men inga andra sammanträden.

### Efter trettioåriga kriget
- Under det trettioåriga kriget tog hertigen av Bayern över pfalzgrevens kurfurstetitel som tack för sitt stöd till kejsaren.
- Pfalzgreven som tillhörde den protestantiska sidan fick dock en åttonde kurfurstetitel som en konsekvens av Westfaliska freden.
- En nionde kurfurstetitel tilldelades sedan Hannover 1692 som då blev Kurfurstendömet Braunschweig-Lüneburg.
- 1777 ärvde pfalzgreven även Bayern och dess kurfurstliga värdighet och antalet kurfurstar sjönk därmed till åtta.

I samband med sekulariseringen av Tyskland under franska revolutionskrigen och Napoleonkrigen försvann de andliga kurfurstarna vilka ersattes av lantgreven av Hessen-Kassel, hertigen av Württemberg, markgreven av Baden samt hertigen av Salzburg.
Antalet kurfurstar utökades därmed till nio, men ingen av dessa hann delta i ett kungaval innan tysk-romerska riket upplöstes år 1806. 
Trots detta valde Hessen-Kassels härskare att titulera sig som kurfurstar ända fram till 1866, då deras rike slutligen annekterades av Preussen.